# Emine Mihrişah Kadın
Mihrişah Emîne Kadın o Emine Mihr-î-Şâh Kadınefendi ( en turco otomano: امینه مھرشاہ قادین‎   , " sol/luz del Şah " y " digno de confianza " o " benigno "; murió en abril de 1732); también conocida como Amina Mihrişah Kadın o Mihrişah Kadın en occidente, fue la segunda consorte de posible origen francés del sultán Ahmed III y madre del sultán Mustafa III. No alcanzó a ser Valide Sultán de su hijo porque falleció 40 años antes de que su hijo ascendiera al trono

## Vida
Después de ingresar al harén imperial en 1706 (posiblemente) , se le dio el nombre de Mihrişah (que significa " Sol del Şah " en persa ). La fecha y lugar de origen de Mihrişah se han perdido en la historia, pero alguno historiadores calculan su nacimiento cerca de 1693, su nombre de nacimiento era Jannet y que era de origen francés, al igual que la tercera consorte de Ahmed, Rabia Şermi Kadın.
La pareja tuvo cuatro hijos en total. El 25 de agosto de 1710 la pareja concibió a su primer hijo Şehzade Süleyman, después de siete años Mihrişah volvió a quedar embarazada y el 28 de enero de 1717 dio a luz a su segundo hijo Şehzade Mustafa. Al año siguiente en 1718, dio a luz a su tercer hijo Şehzade Bayezid, y en 1728 dio a luz a su cuarto hijo Şehzade Seyfeddin, y el mismo año cuando Süleyman tenía dieciocho años y Mustafa once ella encargó dos fuentes en Üsküdar, en sus nombres.
Ahmed fue depuesto en 1730 y su sobrino Mahmud I ascendió al trono. Mihrişah, Rabia, damas, concubinas, consorte e hijas del harén de Ahmed fueron al Palacio Eski.

## Muerte y secuelas
Lamentablemente falleció en abril de 1732, de causas desconocidas y fue enterrada en el mausoleo de las Damas Imperiales, Mezquita Nueva, Estambul.
El Şehzade Mustafa al ascender al trono como Mustafa III después de la muerte del sultán Osman III en 1757. Sin embargo, nunca fue Valide Sultán, ya que había muerto antes de que Mustafa ascendiera al trono, exactamente 40 años antes. Su hijo encargó la Mezquita Ayazma en memoria de su fallecida madre y su hermano mayor Şehzade Süleyman. También hay una fuente cerca de su tumba.

## Descendencia
Mihrişah como consorte de Ahmed, tuvo al menos cuatro hijos:
- Şehzade Süleyman (25 de agosto de 1710 - 11 de octubre de 1732, enterrado en la Mezquita Nueva, Estambul). Murió en los Kafes después de dos años de reclusión.
- Mustafa III ( Palacio de Edirne, Edirne, 28 de enero de 1717 - Estambul, Turquía, 21 de enero de 1774, enterrado en la Mezquita Laleli, Fatih, Estambul). 26 Sultán del Imperio Otomano.
- Şehzade Bayezid (4 de octubre de 1718 - 24 de enero de 1771, enterrado en la Mezquita Nueva, Estambul). Murió en los Kafes después de cuarenta y un años de reclusión.
- Şehzade Seyfeddin (3 de febrero de 1728 - 1732, enterrado en la Mezquita Nueva, Estambul).